# Biantomma nigrospinosum
Biantomma nigrospinosum is een hooiwagen uit de familie Biantidae. De wetenschappelijke naam van Biantomma nigrospinosum gaat terug op Roewer.